# Makkai Endre (néprajzkutató)
Makkai Endre (Vashegy, 1914. május 31. – Déva, 1998.) erdélyi magyar néprajzkutató, református lelkész, szakíró, szerkesztő, Makkai Piroska festőművész öccse.

## Élete
A zilahi Wesselényi Kollégiumban érettségizett 1933-ban, felsőfokú tanulmányait a kolozsvári Református Teológián végezte 1940-ben. 1941 és 1944 között Désen dolgozott segédlelkészként, 1944-ben a Szolnok-Doboka című hetilap felelős szerkesztője lett, majd Nyárádszeredában (1945–49) és Petrozsényben (1949–79) volt lelkipásztor.

## Művei
Nagy Ödönnel és Szabó Bálinttal közösen állította össze néprajzi gyűjtőmunka alapján az Adatok téli néphagyományaink ismeretéhez című kötetet, amely az Erdélyi Múzeum-Egyesület kiadványaként mint az Erdélyi Tudományos Füzetek 103. számú füzete Kolozsváron jelent meg 1939-ben. A szerkesztők bevezető szavai szerint „…könyvecskénk a magyar néprajzi gyűjtés történetében új hajtást jelent, mert tervszerű, egyidőben végzett, ugyanazon tárgykört felölelő és nagyobb területen végrehajtott gyűjtés eredménye. Ez a komoly néprajzi gyűjtés egyetlen lehetséges módja.” A kötet 59 falu téli szokásait, köszöntőit, játékait mutatja be 12 erdélyi megyéből.
Már nyugalomba vonultan dolgozta fel a dévai csángó telepesek vallásos életével kapcsolatos emlékeit a Magyarságkutató Intézet kiadásában megjelent, Fejős Zoltán és Küllős Imola szerkesztette Vallásosság és népi kultúra a határainkon túl című gyűjtemény számára (Budapest, 1990), és a Déván hetilapként megjelenő Hunyad megyei Hírlap hasábjain társadalomrajzi írásokkal jelentkezett (1990).

### Kötetei
- Adatok téli néphagyományaink ismeretéhez; hetven néprajzi gyűjtő munkája alapján összeáll. Makkai Endre, Nagy Ödön; E.M.E., Kolozsvár, 1939 (Erdélyi Tudományos Füzetek 105.)
- Adatok téli néphagyományaink ismeretéhez; összeáll. Makkai Endre, Nagy Ödön; szerk., sajtó alá rend. Barna Gábor, kottaátírás, jegyz. Tari Lujza; 2. bőv. kiad.; Magyar Néprajzi Társaság–MTA Néprajzi Kutatóintézet, Bp., 1993 (Magyar népköltési gyűjtemény)